# Alfabet rus
L'alfabet rus modern és una variant de l'alfabet ciríl·lic. S'introdueix en l'època del domini de la Rus de Kíev (un estat medieval dels eslaus de l'est) simultàniament a la seva conversió al cristianisme (988), si certes restes arqueològiques estan correctament datades. L'idioma rus s'escriu usant una versió moderna de l'alfabet ciríl·lic que utilitza 33 caràcters. La següent taula presenta les majúscules, acompanyades amb valors AFI pels sons de cada lletra:
| А /a/ | Б /b/ | В /v/ | Г /g/ | Д /d/  | Е /jɛ/ | Ё /jo/ | Ж /ʐ/  | З /z/ | И /i/  | Й /j/  |
| К /k/ | Л /l/ | М /m/ | Н /n/ | О /o/  | П /p/  | Р /r/  | С /s/  | Т /t/ | У /u/  | Ф /f/  |
| Х /x/ | Ц /ʦ/ | Ч /ʨ/ | Ш /ʂ/ | Щ /ɕː/ | Ъ /-/  | Ы [ɨ]  | Ь /◌ʲ/ | Э /e/ | Ю /iu/ | Я /ia/ |

| Majúscula                                | Minúscula | Nom                             | Nom antic¹                                                 | AFI                | Exemple                                                                            | Valor numèric 19 | Mètode abreujat |
| ---------------------------------------- | --------- | ------------------------------- | ---------------------------------------------------------- | ------------------ | ---------------------------------------------------------------------------------- | ---------------- | --------------- |
| А                                        | а         | а [a]                           | азъ [as]                                                   | /a/                | a de cap                                                                           | 1                | U+0410 / U+0430 |
| Б                                        | б         | бэ [bɛ]                         | буки ['bu.kʲɪ]                                             | /b/ o /bʲ/         | b de Barcelona                                                                     | -                | U+0411 / U+0431 |
| В                                        | в         | вэ [vɛ]                         | вѣди ['vʲe.dʲɪ]                                            | /v/ o /vʲ/         | v com en francès voiture o en zones de Tarragona i el País Valencià el so de la ve | 2                | U+0412 / U+0432 |
| Г                                        | г         | гэ [gɛ]                         | глаголь [glʌ'golʲ]                                         | /g/                | g de gat o guerra                                                                  | 3                | U+0413 / U+0433 |
| Д                                        | д         | дэ [dɛ]                         | добро [də'bro]                                             | /d/ o /dʲ/         | d de dit                                                                           | 4                | U+0414 / U+0434 |
| Е                                        | е4        | е [jɛ]                          | есть [jɛstʲ]                                               | /jɛ/ o / ʲɛ/       | ie [je] com hiena en català                                                        | 5                | U+0415 / U+0435 |
| Ё                                        | ё4,7      | ё [jo]                          | -                                                          | /jo/ o / ʲo/       | io [jo] com en iode                                                                | -                | U+0401 / U+0451 |
| Ж                                        | ж         | жэ [ʐɛ]                         | живѣте [ʐɨ'vʲɵ.tʲə]                                        | /ʐ/                | com la j del català oriental                                                       | -                | U+0416 / U+0436 |
| З                                        | з         | зэ [zɛ]                         | земля [zʲɪ'mlʲa]                                           | /z/ o /zʲ/         | z com en zoo                                                                       | 7                | U+0417 / U+0437 |
| И                                        | и4        | и [i]                           | иже ['i.ʐɨ]                                                | /i/ o / ʲi/        | i de vida                                                                          | 8                | U+0418 / U+0438 |
| Й                                        | й         | и краткое [i 'kra.tkəjɪ]        | и съ краткой [i s 'kra.tkəj]                               | /j/                | y com en anglès yes                                                                | -                | U+0419 / U+0439 |
| К                                        | к         | ка [ka]                         | како ['ka.kə]                                              | /k/ o /kʲ/         | k de ka, casa, que                                                                 | 20               | U+041A / U+043A |
| Л                                        | л         | эль [ɛlʲ]                       | люди ['lʲu.dʲɪ]                                            | /l/ o /lʲ/         | l de lògic                                                                         | 30               | U+041B / U+043B |
| М                                        | м         | эм [ɛm]                         | мыслѣте ['mɨ.slʲɪ.tʲɪ]                                     | /m/ o /mʲ/         | m de mapa                                                                          | 40               | U+041C / U+043C |
| Н                                        | н         | эн [ɛn]                         | нашъ [naʂ]                                                 | /n/ o /nʲ/         | n de ningú                                                                         | 50               | U+041D / U+043D |
| О                                        | о         | o [o]                           | онъ [on]                                                   | /o/                | o de ogre                                                                          | 70               | U+041E / U+043E |
| П                                        | п         | пэ [pɛ]                         | покой [pʌ'koj]                                             | /p/ o /pʲ/         | p de pit                                                                           | 80               | U+041F / U+043F |
| Р                                        | р         | эр [ɛr]                         | рцы [rʦɨ]                                                  | /r/ o /rʲ/         | r vibrant com en rotllo                                                            | 100              | U+0420 / U+0440 |
| С                                        | с         | эс [ɛs]                         | слово ['slo.və]                                            | /s/ o /sʲ/         | s com en sabó, és una S silvant                                                    | 200              | U+0421 / U+0441 |
| Т                                        | т         | тэ [tɛ]                         | твердо [tvʲɛ.rdə]                                          | /t/ o /tʲ/         | t de tapó                                                                          | 300              | U+0422 / U+0442 |
| У                                        | у         | у [u]                           | укъ [uk]                                                   | /u/                | u com muntanya                                                                     | 400              | U+0423 / U+0443 |
| Ф                                        | ф         | фэ [fɛ]                         | фертъ [fʲɛrt]                                              | /f/ o /fʲ/         | f de foc                                                                           | 500              | U+0424 / U+0444 |
| Х                                        | х         | ха [xa]                         | хѣръ [xʲɛr]                                                | /x/                | H com en anglès house o j com en castellà Jose                                     | 600              | U+0425 / U+0445 |
| Ц                                        | ц         | це [ʦɛ]                         | цы [ʦɨ]                                                    | /ʦ/                | ts com en potser                                                                   | 900              | U+0426 / U+0446 |
| Ч                                        | ч         | че [ʨɛ]                         | червь [ʨervʲ]                                              | /ʨ/                | com tx en txec, cotxe                                                              | 90               | U+0427 / U+0447 |
| Ш                                        | ш         | ша [ʂa]                         | ша [ʂa]                                                    | /ʂ/                | x de xilòfon                                                                       | -                | U+0428 / U+0448 |
| Щ                                        | щ         | ща [ɕːa]                        | ща [ɕtɕa]                                                  | /ɕː/               | x com en gallec xosé                                                               | -                | U+0429 / U+0449 |
| Ъ                                        | ъ         | твёрдый знак ['tvʲо.rdəj 'znak] | еръ [jer]; Yer                                             | Note²              | -                                                                                  | -                | U+042A / U+044A |
| Ы                                        | ы         | ы [ɨ]                           | еры ['jɛ.rɨ]                                               | /ɨ/⁵               | i d'illa                                                                           | -                | U+042B / U+044B |
| Ь                                        | ь         | мягкий знак ['mʲækʲɪj 'znak]    | ерь [jerʲ]                                                 | / ʲ/3              | -                                                                                  | -                | U+042C / U+044C |
| Э                                        | э⁶        | э оборотное ['ɛ ə.bʌ'ro.tnəjɪ]  | -                                                          | /ɛ/                | e d'època                                                                          | -                | U+042D / U+044D |
| Ю                                        | ю         | ю4 [ju]                         | ю [ju]                                                     | /ju/ o / ʲu/       | iu com en anglès use                                                               | -                | U+042E / U+044E |
| Я                                        | я4,16,17  | я [ja]                          | я [ja]                                                     | /ja/ o / ʲa/       | ia [ja] com en ia                                                                  | -                | U+042F / U+044F |
| Lletres eliminades en 1918:              |           |                                 |                                                            |                    |                                                                                    |                  |                 |
| І                                        | і8        | -                               | і десятеричное [i]                                         | /i/ o / ʲi/        | com и                                                                              | 10               |                 |
| Ѳ                                        | ѳ⁹        | -                               | ѳита [fʲɪ'ta]                                              | /f/ o /fʲ/         | com ф                                                                              | 9                |                 |
| Ѣ                                        | ѣ¹⁰       | -                               | ять [jætʲ]; Yat                                            | /jɛ/ o / ʲɛ/       | com е                                                                              | -                |                 |
| Ѵ                                        | ѵ11       | -                               | ижица ['i.ʐɨ.tsə]                                          | /i/ o / ʲi/        | com и                                                                              | -                |                 |
| Lletres en desús abans del segle XVIII18 |           |                                 |                                                            |                    |                                                                                    |                  |                 |
| Ѕ                                        | ѕ¹⁴       | -                               | зѣло ['zʲɛ.lə]                                             | /dz/, /z/ o /zʲ/   | com з                                                                              | 6                |                 |
| Ѯ                                        | ѯ12       | -                               | кси [ksʲi]                                                 | /ks/ o /ksʲ/       | com кс                                                                             | 60               |                 |
| Ѱ                                        | ѱ12       | -                               | пси [psʲi]                                                 | /ps/ o /psʲ/       | com пс                                                                             | 700              |                 |
| Ѡ                                        | ѡ13       | -                               | омега [ʌ'mʲɛ.gə]                                           | /o/                | com о                                                                              | 800              |                 |
| Ѫ                                        | ѫ         | -                               | юсъ большой ['jus bʌlʲ'ʂoj], Yus                           | /u/,/ju/ o / ʲu/15 | com у o ю                                                                          | -                |                 |
| Ѧ15                                      | ѧ15       | -                               | юсъ малый ['jus 'mɑ.lɨj]                                   | /ja/ o / ʲa/¹⁶     | com я                                                                              | -                |                 |
| Ѭ                                        | ѭ         | -                               | юсъ большой іотированный ['jus bʌlʲ'ʂoj jʌ'tʲi.rə.vən.nɨj] | /ju/ o / ʲu/15     | com ю                                                                              | -                |                 |
| Ѩ                                        | ѩ         | -                               | юсъ малый іотированный ['jus 'mɑ.lɨj jʌ'tʲi.rə.vən.nɨj]    | /ja/ o / ʲa/15     | com я                                                                              | -                |                 |

## Lletres no vocalitzades
2. El signe dur ъ indica que la consonant precedent no es palatalitza. La seva pronúncia original, perduda cap al 1400 o abans, era d'un molt curt so semblant a schwa, usualment latinitzat ŭ.
3. El signe bla ь indica que la consonant precedent es palatalitza. La seva pronúncia original, perduda al voltant del 1400 o abans, era a d'un breu so semblant a l'schwa amb iotització, usualment latinitzat ĭ.

## Vocals
4. Les vocals е, ё, и, ю, я palatalitzen la consonant precedent.
5. La ы és una antiga vocal intermèdia tensa de l'eslavònic comú, millor mantesa en el rus modern que en altres llengües eslaves. Originalment es nasalitzava en certes posicions: rus antic камы /ˈka.mɨ̃/, rus contemporani камень /ˈka.mʲɪnʲ/ "pedra". La seva forma escrita se va desenvolupar de la següent manera: ъ + і > ъı > ы.
6. La э fou introduïda el 1708 per a distingir la /e/ no-iotitzada/no-palatalitzada de la que és iotitzada/palatalitzada е. L'ús original fou е per a la no-iotitzada /e/, ıє o ѣ per a la iotitzada, però ıє va caure en desús al segle xvi.
7. La ё, introduïda per Lomonóssov en el segle xviii, denota el so /jo/ que històricament evolucionà des de /je/ accentuat, un procés que segueix a producir-se en l'actualitat. La lletra ё és opcional: és correcte formalment escriure e per a /je/ i també per a /jo/. Cap dels diversos intents en el segle XX d'obligar l'ús de la ё ha tingut èxit.

## Lletres eliminades el 1918
8. La і (i decimal), pronunciada igual que la и, s'emprava exclusivament davant una vocal i davant de la й (i curta) (per exemple патріархъ [pətrʲɪˈarx], "patriarca") i en la paraula міръ /mʲir/ "món", i els seus derivats, per distingir-la de миръ /mʲir/ "pau".
9. La ѳ (fita), del grec theta, com en el grec medieval, es pronunciava com la ф, però s'emprava amb valor etimològic, per exemple Ѳёдор «Teodor».
10. La ѣ (iat) tenia originàriament un so distint, però en la meitat del segle xviii es va pronunciar igual que е de la llengua estàndard. Des de la reforma de l'ortografia russa amb la seua eliminació el 1918, esdevingué el símbol de l'ortografia antiga.
11. ѵ (ijitsa) (en grec ípsilon) es pronunciava com la и, com en el grec medieval per raons etimològiques.

## Lletres en desús abans de 1750
12. ⟨ѯ⟩ i ⟨ѱ⟩ són les lletres gregues xi i psi, usades etimològicament però des del segle xviii només s'usen sempre a l'Església Eslavònica.
13. ⟨ѡ⟩ és la lletra grega omega, idèntica en la pronúncia a о, usada a l'escriptura secular només fins al segle xviii, però es conserva a l'Església Eslavònica, principalment per distingir la forma inflexional.
14. S corresponia a la primitiva pronúncia /dz/, ja absent a l'Eslau Oriental a inicis del període històric, però mantingut per la tradició en certes paraules fins al segle xviii i per l'Església Eslavònica fins a l'actualitat.
15. Fins al 1708, /ja/ iotitzat s'escrivia ıa a començament de mot. Aquesta diferenciació entre ⟨ѧ⟩ i ıa perviu a l'Església Eslavònica.
16. Encara que normalment s'afirma que les lletres etiquetades com "en desús al segle XVIII", realment va ser un procés més complex: van ser per descomptat omeses de l'alfabet de mostra, imprès en un estil occidental, presentat a l'edicte de Pere el Gran, conjuntament amb la lletra moderna и, però va ser restaurat per la pressió de l'Església Ortodoxa. Tanmateix, va caure completament en desús a l'escriptura secular sobre el 1750.

## Valors numèrics
17. Els valors numèrics corresponen als nombres grecs, amb S que s'usa per al digamma, Ч per a koppa, i Ц per al sampi. El sistema es va abandonar per a propòsits seculars en 1708, després d'un període transitori d'un segle aproximadament; continua usant-se per l'Església Eslavònica.

## Configuració del teclat
En un teclat rus, les lletres es troben organitzades de la següent manera: